# 二条教良
二条 教良（にじょう のりよし）は、鎌倉時代中期の公卿。関白左大臣・二条良実の二男。官位は従一位・権大納言。二条と号した。娘である二条教良女は歌人として名高い。

## 経歴
以下、『公卿補任』と『尊卑分脈』の内容に従って記述する。
- 文暦元年（1234年）に二条良実の二男として京に生まれる。
- 寛元2年（1244年）2月11日、正五位下に叙され、同時に元服する。禁色を許される。同月16日、左近衛少将に任じられる。同年3月6日、従四位下に叙され左少将は元の如し。同年4月5日、正四位下に叙される。
- 寛元3年（1245年）1月5日、従三位に叙される。同月7日、左少将は元の如し。同月13日、伊予権守を兼ねる。
- 宝治元年（1247年）、左近衛中将に任ぜられたか?
- 宝治2年（1248年）10月29日、正三位に叙される。
- 建長7年（1255年）2月13日、従二位に叙される。
- 正元元年（1259年）1月6日、正二位に叙される。
- 文応元年（1260年）には正二位行左中将兼播磨権守とある。
- 文永8年（1271年）には父・良実が薨去し喪に服す。
- 文永11年（1274年）9月10日、参議に任ぜられる[3]。左中将は元の如し。
- 建治元年（1275年）1月18日、備前権守を兼ねる。同年12月22日、中納言に任ぜられる。同日、弟・師忠が右大臣から左大臣に転任。
- 弘安2年（1279年）12月12日、権大納言に任ぜられ同月29日には勅授帯剣を許される。
- 弘安6年（1283年）2月11日、養母の喪を明ける[4]。同年3月28日、権大納言を辞した。
- 正安3年（1300年）1月5日、従一位に叙された。
- 嘉元元年（1303年）出家。没年は不詳。

## 従一位昇叙の背景
二条教良は年齢面から見ると二条良実の長男であった道良と同年生まれの可能性が高いが、母の出自が低いために道良夭折後は弟・師忠が家嫡として立てられたと推測できる。しかしこの時師忠はまだ幼児であり、師忠の生母も取り立てて出自が良いとも言えないため良実の判断によって後嗣が決定されたのであろう。師忠は弘安10年（1287年）には関白となり、師忠の養子として家を継いだ弟・兼基は永仁6年（1298年）に摂政、さらに翌正安元年（1299年）には左大臣から太政大臣に転じている。一門の長老としての待遇を受けた結果の従一位昇叙であると考えられる。

## 系譜
- 父：二条良実
- 母：正三位藤原隆保の娘?
- 妻：不詳
- 生母不明の子女
  - 男子：二条経教
  - 男子：教基
  - 女子：二条教良女 - 二条兼基の側室。京極派の歌人としても知られる。『玉葉和歌集』や『風雅和歌集』などに合計17首が入首している。